# Christian Heller (Schauspieler)
Christian Heller (* 26. Februar 1961 in Immenstadt im Allgäu) ist ein deutscher Schauspieler.

## Leben
Christian Heller ist in Stuttgart aufgewachsen. Nach einem Studium der Pädagogik war er zunächst in der Kinder- und Jugendpsychiatrie tätig. Von 1986 bis 1990 absolvierte er die Ausbildung zum Schauspieler an der Hochschule für Musik und Theater Hannover. Von 2002 bis 2005 war er Ensemble-Mitglied am Theater Freiburg, danach am Schauspielhaus Zürich. Daneben ist er auch als Sprecher (für den Südwestrundfunk und Schweizer Radio DRS) tätig.
Die Tatort-Folge Bienzle und die große Liebe war seine erste Fernsehrolle. Eine erste kleinere Filmrolle (als „Man with Gift Bag“) hatte er 2008 im James-Bond-Film Quantum of Solace. Zwischen 2009 und 2011 bildete er sich an der Internationalen Filmschule Köln weiter. Von 2012 bis 2013 spielte er den Staatsanwalt Dr. Alexander Kern in der ZDF-Serie SOKO Köln.

## Filmografie (Auswahl)
- 2007: Tatort – Bienzle und die große Liebe
- 2008: Bloch – Vergeben, nicht Vergessen
- 2008: James Bond 007: Ein Quantum Trost (Quantum of Solace)
- 2009: Tag und Nacht – Der Neue
- 2009: Tag und Nacht – Monster im Bauch
- 2010: Uns trennt das Leben
- 2011: Verblendung
- 2012: Mobbing
- 2012–2013: SOKO Köln (Fernsehserie, 18 Folgen)
- 2013: Heiter bis tödlich: Hubert und Staller (eine Folge)
- 2015: Tatort – Der Inder
- 2017: Königin der Nacht
- 2019: Big Manni (TV-Komödie)
- 2022: Breisgau – Nehmen und Geben (Fernsehreihe)